# Максималан и минималан елеменат скупа
Максималан и минималан елеменат се у теорији скупова дефинишу за скупове уређене релацијом поретка.

## Дефиниција
Посматрајмо скуп {\displaystyle (A,\rho )}, где је {\displaystyle A} задати скуп, а {\displaystyle \rho } релација поретка којом је он уређен.
Елеменат {\displaystyle a\in A} је минималан ако не постоји {\displaystyle x\in A} такво да је {\displaystyle a\neq x} и {\displaystyle x\rho a}.
Елеменат {\displaystyle a\in A} је максималан ако не постоји {\displaystyle x\in A} такво да је {\displaystyle a\neq x} и {\displaystyle a\rho x}.